# Liste der Baudenkmale in Weitsche
In der Liste der Baudenkmale in Weitsche sind die Baudenkmale des niedersächsischen Dorfes Weitsche aufgelistet. Der Stand der Liste ist der 21. Oktober 2021. Dies ist ein Teil der Liste der Baudenkmale in Lüchow (Wendland). Die Quelle der  IDs und der Beschreibungen ist der Denkmalatlas Niedersachsen.

## Allgemein
In den Spalten befinden sich folgende Informationen:
- Lage: die Adresse des Baudenkmales und die geographischen Koordinaten. Kartenansicht, um Koordinaten zu setzen. In der Kartenansicht sind Baudenkmale ohne Koordinaten mit einem roten Marker dargestellt und können in der Karte gesetzt werden. Baudenkmale ohne Bild sind mit einem blauen Marker gekennzeichnet, Baudenkmale mit Bild mit einem grünen Marker.
- Bezeichnung: Bezeichnung des Baudenkmales
- Beschreibung: die Beschreibung des Baudenkmales. Unter § 3 Abs. 2 NDSchG werden Einzeldenkmale und unter § 3 Abs. 3 NDSchG Gruppen baulicher Anlagen und deren Bestandteile ausgewiesen.
- ID: die Objekt-ID des Baudenkmales
- Bild: ein Bild des Baudenkmales, ggf. zusätzlich mit einem Link zu weiteren Fotos des Baudenkmals im Medienarchiv Wikimedia Commons. Wenn man auf das Kamerasymbol klickt, können Fotos zu Baudenkmalen aus dieser Liste hochgeladen werden:

## Baudenkmale

### Gruppe baulicher Anlagen
| Lage                              | Bezeichnung | Beschreibung | ID       | Bild |
| --------------------------------- | ----------- | --- | -------- | ---- |
| Nr. 6 53° 1′ 36″ N, 11° 7′ 34″ O  | Hofanlage   | Die Hofanlage Weitsche Nr. 6 liegt westlich des Dorfplatzes. Sie besteht aus einem 1716 (nach Brand) errichteten Wohn-/Wirtschaftsgebäude, einem Speicher und einer Querscheune des 18. Jahrhunderts sowie einem Stallgebäude des 19. Jahrhunderts. Die vier Gebäude umschließen einen Wirtschaftshof.(im Bild Höfe Nr. 6 und 7). | 30828563 |      |
| Nr. 24 53° 1′ 42″ N, 11° 7′ 38″ O | Hofanlage   | Die Hofanlage Weitsche Nr. 24 liegt im Nordosten des Dorfes an einer der Ausfallstraßen. Die Scheune von 1846 und das erneuerte Wohn-/Wirtschaftsgebäude von 1905/06 umschließen einen nahezu quadratischen Wirtschaftshof. | 30828573 | BW   |

### Einzelobjekte
| Lage                              | Bezeichnung                  | Beschreibung | ID       | Bild |
| --------------------------------- | ---------------------------- | --- | -------- | ---- |
| Nr. 4 53° 1′ 34″ N, 11° 7′ 36″ O  | Wohn- und Wirtschaftsgebäude | Dreiständerhaus in Fachwerk mit Backsteinausfachung, unter Satteldach. Kübbung im Westen; Wirtschaftsgiebel auf Stichgebälk zweifach leicht vorkragend, Dielentor ausmittig rechts. Stark überformt. Errichtet 1716 (i). | 30860232 |      |
| Nr. 5 53° 1′ 34″ N, 11° 7′ 35″ O  | Wohn- und Wirtschaftsgebäude | Zweiständerhaus in Fachwerk mit Backsteinausfachung; Reste der alten Lehmstakung erhalten; unter Satteldach mit Halbwalm am Wohnende. Dielentor leicht ausmittig links. Errichtet 1716 (i).(Im Bild rechts) | 30860211 |      |
| Nr. 6 53° 1′ 36″ N, 11° 7′ 34″ O  | Wohn- und Wirtschaftsgebäude | Zum Dorfplatz giebelständiges Zweiständerhaus in Fachwerk mit Backsteinausfachung, unter Satteldach. Wirtschaftsgiebel völlig symmetrisch, im Giebeldreieck Aussteifung durch paarweise angeordnete Fußbänder in zwei Reihen sowie Andreaskreuze, Ausfachungen hier in Ziersetzung. Errichtet 1716 (i).(Die Tatsache, dass die benachbarten Höfe Nr. 4, 5 und 6 das identische Baujahr 1716 aufweisen, lässt einen vorherigen Großbrand im Dorf vermuten.) | 30860190 |      |
| Nr. 6 53° 1′ 35″ N, 11° 7′ 32″ O  | Querscheune                  | Fachwerkbau mit mittiger Querdurchfahrt und unter Satteldach in Ziegeldeckung; Ausfachung mit Lehmstakung; Dachbalkenverzimmerung mit Unterrähm. Errichtet 1616 (d). | 30860169 | BW   |
| Nr. 6 53° 1′ 34″ N, 11° 7′ 32″ O  | Speicher                     | Wandständerbau mit Hochrähmverzimmerung und durchgezapften Ankerbalken; Gefachausfüllung mit Backstein (ursprünglich Lehmstakung); Kehlbalkendach in Hohlpfannendeckung. Errichtet 1785 (i).(Der Speicher ist im Bild ganz links im Hintergrund zu sehen.) | 30860148 |      |
| Nr. 6 53° 1′ 35″ N, 11° 7′ 34″ O  | Stall                        | Langgestreckter Fachwerkbau mit Backsteinausfachung, unter Satteldach in Hohlpfannendeckung. Errichtet in der zweiten Hälfte des 19. Jahrhunderts. | 39626362 | BW   |
| Nr. 7 53° 1′ 36″ N, 11° 7′ 33″ O  | Wohn- und Wirtschaftsgebäude | Zum Dorfplatz giebelständiges Vierständerhaus in Fachwerk mit Backsteinausfachung unter Satteldach. Großes Zwerchhaus in der südlichen Dachfläche; Wohnende in Backsteinmauerwerk verlängert. Errichtet 1841 (i). Vermutlich ein Ersatzbau für ein älteres Haus. | 30860049 |      |
| Nr. 24 53° 1′ 40″ N, 11° 7′ 36″ O | Wohn- und Wirtschaftsgebäude | Zweigeschossiges Wohnhaus mit östlich angebautem eingeschossigen Wirtschaftstrakt. Wohngebäude im Erdgeschoss massiv aus Backstein, im ersten Obergeschoss Fachwerk. Bestehend aus zwei Teilen, von denen der nördliche giebelständig zur Straße steht, der südliche, etwas niedrigere, traufständig. Unter ziegelgedecktem Satteldach mit Schopfwalmen. Errichtet 1905 (Wohnhaus) und 1906 (Anbau).                                                       | 30860129 | BW   |
| Nr. 24 53° 1′ 40″ N, 11° 7′ 37″ O | Längsscheune                 | Giebelständige Längsdurchfahrtsscheune in Fachwerk mit Backsteinausfachung und unter Satteldach in Ziegeldeckung; großes Flugdach an der Südtraufe; massiver Anbau am hofseitigen Giebel. Errichtet 1846 (i). | 30860110 | BW   |